# Moncton Wildcats
Moncton Wildcats, är ett kanadensiskt juniorishockeylag i Moncton, New Brunswick, som spelar i Ligue de hockey junior majeur du Québec (QMJHL). Laget grundades inför säsongen 1995–96, då under namnet Moncton Alpines, året efter bytte man till Wildcats. Laget spelar sina hemmamatcher i Avenir Centre som har en publikkapacitet på 8 800 åskådare. 

## Tränare
- 1995–1996 Lucien DeBlois: 14–48–8–0
- 1996–1997 Bill Riley: 16–52–2–0
- 1997–2000 Réal Paiement: 111–77–21–3
- 2000–2001 Tom Coolen (Avskedad i november 2001): 43–82–10–9
- 2001–2005 Christian La Rue (Avskedad i januari 2005): 126–91–21–0
- 2005 Daniel Lacroix: 8–8–5
- 2005–2006 Ted Nolan: 52–15–0–3
- 2006–2007 John Torchetti: 39–25–4–2
- 2007–2013 Danny Flynn: 222–151–47
- 2013–2019 Darren Rumble: 33–32–0–3
- 2019 John Torchetti: 24–9–0[1][2]
- 2019–nutid Daniel Lacroix[3]

## NHL alumner
- Dmitry Afanasenkov
- Evgeny Artyukhin
- Jean-Sébastien Aubin
- Ivan Barbashev
- Mark Barberio
- Oskars Bārtulis
- François Beauchemin
- Steve Bernier
- Luc Bourdon
- Gabriel Bourque
- Corey Crawford
- Pierre Dagenais
- Jean-François Damphousse
- Jason Demers
- Nicolas Deschamps
- Louis Domingue
- Philippe Dupuis
- Jonathan Ferland
- Conor Garland
- Jonathan Girard
- Brandon Gormley
- Dmitri Kalinin
- Mārtiņš Karsums
- Simon Lajeunesse
- Andrew MacDonald
- Zack MacEwen
- Brad Marchand
- Johnny Oduya
- Pierre-Alexandre Parenteau
- Adam Pineault
- Jean-François Racine
- Jérôme Samson
- David Savard
- Zack Sill
- Alexei Tezikov
- Patrick Thoresen
- Josh Tordjman
- Keith Yandle